# Jam Gadang
Jam Gadang (Minangkabau: "Gran Reloj") es una torre reloj de cerca de la plaza del mercado principal de la ciudad de Bukittinggi, Sumatra Occidental.  Se construyó durante el periodo colonial como regalo de la reina Guillermina de Holanda.
Estaba coronada por un gallo y cambió a un estilo parecido a un jinja durante la ocupación japonesa. En la actualidad, su tejado tiene un estilo que recuerda al de una casa minangkabau.Tuvo que reconstruirse tras un terremoto el 6 de marzo de 2007.
La torre tiene cuatro relojes hechos en Recklinghausen.
Durante el ramadán, sirve para la adhan y el iftar.